# Monomorium strangulatum
Monomorium strangulatum är en myrart som beskrevs av Santschi 1921. Monomorium strangulatum ingår i släktet Monomorium och familjen myror. Inga underarter finns listade i Catalogue of Life.